# Popillia marginicollis
Popillia marginicollis är en skalbaggsart som beskrevs av Hope 1831. Popillia marginicollis ingår i släktet Popillia och familjen Rutelidae. Inga underarter finns listade i Catalogue of Life.